# مكورات غريبة
المكورات الغريبة (الاسم العلمي:Deinococcaceae) هي فصيلة من البكتيريا تتبع رتبة مكوريات غريبة من طائفة بكتيريا المكورات الغريبة.

## التصنيف
- المكورة الغريبة